# Зябловское озеро
Зябловское озеро или Кассырское озеро (укр. Зябловське озеро) — озеро, расположенное на севере косы Арабатская стрелка (часть Крымского полуострова), на территории Генического района Херсонской области Украины. Площадь — 0,84 км². Тип общей минерализации — солёное. Происхождение — лиманное. Группа гидрологического режима — бессточное.

## География
Входит в Геническую (Чонгаро-Арабатская) группу озёр. Длина — 3 км. Ширина наибольшая — 0,6 км. Глубина наибольшая — 0,5 м. Ближайшие населённые пункты: сёла Геническая Горка и Счастливцево, расположенные восточнее озера.
Озеро имеет продолговатую форму вытянутую с севера на юг. Расположено на севере косы Арабатская стрелка и отделено от Азовского моря перешейком, где расположена застройка сёл Геническая Горка и Счастливцево, а также заболоченная низина. Разделено земельной насыпью, которая разделяет водоём на две части: северная и южная, также несколько мелких водоёмов. Крайняя северная часть озера пересыхает в засушливый сезон. Реки не впадают. Берега пологие, за исключением восточной (за исключением северной оконечности) и юго-восточной береговых линий — обрывистые с пляжами, высотой 2 м. Юго-восточнее озера расположены солончаки и артезианский колодец.
Уровень воды в озере на 1-1,5 м ниже уровня залива Сиваш, с которым соединено для пополнения вод каналом. Глубина весной 0,3-0,7 м, летом — 0,1-0,3 м. Среднегодовое количество осадков — 350—400 мм. Основной источник питания — смешанное — поверхностные (воды Сиваша) и подземные (Причерноморского артезианского бассейна, у берегов обрывов) воды, донными источниками, а также пресными водами из самоизливающихся артезианских скважин. Солёность вод в летнее время 22-26 %, в растворенных солях преобладают поваренная соль, которая обычно садится в конце лета. Донные отложения — серые плотные илы мощностью до 1,5-3 м. Интенсивно зарастают высшей водной растительностью на участках, где поступают воды из артезианских скважин, водоросли же обычно развиты у выходов подземных вод.